# 7 for 7
7 for 7 è l'ottavo EP del gruppo musicale sudcoreano Got7, pubblicato il 10 ottobre 2017.

## Descrizione
La JYP Entertainment annuncia l'uscita di 7 for 7 il 20 settembre 2017, rivelando titolo e data con un breve video mostrante sette pendenti triangolari che vengono riuniti a formare l'ettagono del logo dei Got7. Il 26 settembre vengono rivelati i titoli delle tracce e l'8 ottobre un'anteprima dei brani. I Got7 presentano il disco il 9 ottobre alla Hall of Peace della Kyunghee University di Seul, esibendosi davanti a 4 000 fan con uno showcase trasmesso in contemporanea su V Live e presentato da Go Young-bae dei Soran; 7 for 7 esce il giorno successivo con il video musicale del brano apripista You Are.
7 for 7 enfatizza, a partire dal titolo, il numero 7, richiamando il nome del gruppo, il numero dei componenti, il fatto che sia il settimo extended play in lingua coreana dei Got7 e i sette mesi dall'uscita del disco precedente, Flight Log: Arrival. Staccandosi dalla trilogia Flight Log, che rappresentava l'intensità della gioventù, il nuovo disco presenta il coesistere di oscurità e ansia in essa, con l'instabilità come tema centrale, e si concentra sul mostrare l'unità del gruppo in una cosa sola. I membri hanno partecipato alla scrittura dei testi, e a volte anche alla composizione, di ciascuna delle tracce, inserendo la propria interpretazione dell'ansia.
Moon U, il cui sound richiama quello di Bruno Mars, è stata co-scritta e co-composta da Youngjae con lo pseudonimo Ars, e vede anche BamBam scrivere parte del testo. La canzone urban hip hop paragona la luna incompleta, che brilla coperta dalle nuvole della prima sera, al viso della persona amata, indicando che si sta pensando a lei. Il leader JB, con lo pseudonimo Defsoul, ha lavorato al pezzo alternative R&B Teenager e al brano pop e tropical house You Are, da lui scritti e composti mentre promuoveva il disco Verse 2 del duo JJ Project ad agosto. Teenager è una canzone mid-tempo che presenta elementi trap e chiptune, e parla di un amore puro e di una persona che fa sentire più giovani; You Are è stata ispirata dai cieli del film giapponese Your Name. e il titolo iniziale era Beautiful Sky, poi cambiato su suggerimento di J.Y. Park prendendo in considerazione il testo del brano: esso infatti esprime la gratitudine nei confronti di una persona cara – che sia un amico, un genitore o un amante – per il suo sostegno, paragonandola al cielo che si è guardato quando si era spossati e che ha dato la motivazione per andare avanti. La melodia dà la sensazione di risvegliarsi dal sonno e risalire gradualmente da un luogo che faceva sentire in trappola. Tra i parolieri e compositori della canzone figurano anche Mirror Boy, D.ham e Moon Hanmiru. Il video musicale mostra i membri vagare per le strade di Hong Kong per poi ritrovarsi, richiamando il tema di unità del disco.
Jinyoung ha lavorato al testo e alla musica di Firework, completata nell'aprile precedente con l'intenzione di usarla come canzone per i JJ Project, ma poi tenuta da parte per i Got7. Il brano dà conforto paragonando l'ansia a un fuoco d'artificio che prima o poi scoppierà e sparirà. BamBam ha scritto e composto la ballad jazz Remember You, che presenta melodie di pianoforte sovrapposte al sintetizzatore e parla dell'ansia di quando si è innamorati. Yugyeom ha invece lavorato a To Me, che esprime solitudine e stanchezza; il disco si chiude con la ballad elettropop Face, un brano malinconico sul sentire la mancanza di qualcuno, che vede Jackson, Mark e BamBam scrivere il rap, riflettendo sulla loro esperienza di cantanti stranieri in Corea.
L'edizione taiwanese di 7 for 7, uscita il 10 novembre 2017, include come ottava traccia la versione in cinese di Face. Il 7 dicembre il disco è stato ri-pubblicato con una nuova veste grafica definita "Present Edition".

## Accoglienza
| Recensione | Giudizio |
| ---------- | -------- |
| IZM        |          |

Il disco ha ricevuto recensioni nel complesso positive. Commentando la partecipazione di tutto il gruppo alla scrittura e composizione dei brani di 7 for 7, Newsis ha definito il disco "una testimonianza diretta del presente dei Got7 e una chiara anteprima del loro futuro". Nella sua recensione per il The Korea Herald, Hong Dam-young ha fatto dei paralleli con le sonorità dell'EP Verse 2 del duo JJ Project, formato da JB e Jinyoung, che rifletteva sul passato e sollevava domande sull'incertezza del futuro, giudicando 7 for 7 "un album introspettivo che suscita le emozioni degli ascoltatori" e un'estensione di Verse 2. Per Hong You-kyoung del Korea JoongAng Daily, "i Got7 sfidano la nozione che l'autunno sia una stagione solenne con un suono allegro nel nuovo album 7 for 7, brioso e rinfrescante, con canzoni energiche e un'atmosfera giocherellona".
La webzine coreana Idology ha ritenuto che ogni canzone fosse completa, indicando You Are come uno dei brani migliori dell'anno e notando il giusto bilanciamento tra i compositori della JYP Entertainment e l'individualità dei Got7. Vista l'atmosfera rilassata rispetto alla trilogia precedente, "ricordata per il suono combattivo di Hard Carry", ha commentato che i brani fossero toccanti avendo creato "una svolta drammatica data dall'assenza di J.Y. Park e dall'attiva entrata in gioco dei membri. [...] Un capolavoro che ha un tocco amatoriale, ma anche una produzione K-pop alla moda".
Kang Min-jung di IZM ha dato 2,5 stelline su 5 al disco, definendolo un punto di svolta per i Got7, e ha apprezzato, nel complesso, la presenza dei membri nei crediti musicali e che stessero lentamente trovando un proprio stile. Ha notato come la mascolinità enfatizzata dal gruppo all'inizio della propria carriera prendendo ad esempio i 2PM fosse scomparsa, aggiungendo invece un tocco naturale, e sottolineato il cambiamento nelle sonorità, che si allontanano "dagli stereotipi della musica dance dei gruppi idol maschili quali bassi forti, ritmi trap, sintetizzatori e coreografie di gruppo definite", prendendo invece in prestito i colori del pop e presentando della "musica sofisticata". Pur apprezzando la morbidezza di You Are, Firework e Remember You, Kim ha però indicato la mancanza di forza e di uno sviluppo chiaro come lacune da colmare.
Secondo Billboard, "You Are si allontana dai brani più recenti del gruppo centrati sull'hip hop. Invece, si concentra sui toni confortanti e dolci dei cantanti del gruppo e li contrasta con i rap incisivi dei rapper dei Got7, creando una traccia pop-EDM evocativa", "sentimentale nelle sue strutture crescenti e melodie travolgenti".
7 for 7 è figurato in ottava posizione nella classifica dei migliori dischi del 2017 secondo Idology.

## Tracce
1. Moon U – 3:22 (testo: Ars, Joo Chan-yang, Maxx Song, BamBam – musica: Ars, Joo Chan-yang, Command Freaks)
2. Teenager – 3:09 (testo: Defsoul, FS – musica: Defsoul, FS, Royal Dive)
3. You Are – 3:21 (Defsoul, Mirror Boy, D.ham, Moon Hanmiru)
4. Firework – 3:40 (testo: Jinyoung, Distract – musica: Jinyoung, Distract, Secret Weapon)
5. Remember You – 4:06 (testo: Lee Ha-jin, BamBam – musica: Images, BamBam, Say)
6. To Me (내게?, NaegeLR) – 3:18 (testo: Yugyeom – musica: Yugyeom, Effn, Heth, Samuel Ku)
7. Face – 3:29 (testo: Lee Woo-min "collapsedone", Mayu Wakisaka, Jackson Wang, Mark, BamBam – musica: Lee Woo-min "collapsedone", Mayu Wakisaka)

Edizione taiwanese
1. Face (Chinese ver.) – 3:29 (testo: Lee Woo-min "collapsedone", Mayu Wakisaka – musica: Lee Woo-min "collapsedone", Mayu Wakisaka)

## Formazione
Gruppo
- Mark – rap, testi (traccia 7)
- JB (Defsoul) – voce, testi (tracce 2-3), musiche (tracce 2-3), controcanto (traccia 7)
- Jackson – rap, testi (traccia 7)
- Jinyoung – voce, testi (traccia 4), musiche (traccia 4), controcanto (tracce 4, 7)
- Youngjae (Ars) – voce, testi (traccia 1), musiche (traccia 1), controcanto (traccia 7)
- BamBam – rap, testi (tracce 1, 5, 7), musiche (traccia 5)
- Yugyeom – voce, testi (traccia 6), musiche (traccia 6), controcanto (traccia 6)

Produzione
- Ahn Sung-chan – tastiera (traccia 1)
- Anchor – missaggio (traccia 2)
- Choi Hye-jin – registrazione (tracce 4, 6-7)
- Command Freaks – musiche (traccia 1), arrangiamenti (traccia 1)
- D.ham – testi (traccia 3), musiche (traccia 3), arrangiamenti (traccia 3)
- Distract – testi (traccia 4), musiche (traccia 4), direzione vocale (traccia 7)
- Effn – musiche (traccia 6), arrangiamenti (traccia 6), programmazione computerizzata (traccia 6)
- Eom Se-hee – registrazione (tracce 3, 5)
- FS – testi (traccia 2), musiche (traccia 2), ritornelli (traccia 2)
- Chris Gehringer – mastering (traccia 3)
- Han Byung-moon – basso (traccia 5)
- Heo Young-soo – percussioni (traccia 3)
- Heth – arrangiamenti (traccia 6), chitarra (traccia 6), programmazione computerizzata (traccia 6)
- Hong Young-in – batteria (traccia 2), programmazione computerizzata (traccia 2)
- Images – musiche (traccia 5), arrangiamenti (traccia 5)
- Jang Han-soo – registrazione (tracce 2, 5)
- Jeon Byung-seon – tastiera (traccia 2)
- Jeon Sung-min – programmazione computerizzata (traccia 5)
- Joo Chan-yang – testi (traccia 1), musiche (traccia 1), controcanto (traccia 1)
- Jung Sung-min – batteria (traccia 5)
- Kang Yeon-noo – registrazione (traccia 1)
- Koonikey – missaggio (traccia 5)
- James Krausse – ingegneria del mixer (traccia 3)
- Samuel Ku – arrangiamenti (traccia 6), controcanto (traccia 6)
- Lee Ha-jin – testi (traccia 5)
- Lee Suk-joo – assistenza alla registrazione (traccia 1)
- Lee Tae-sub – missaggio (tracce 1, 4, 6-7)
- Lee Woo-min "collapsedone" – testi (traccia 7), musiche (traccia 7), arrangiamenti (traccia 7), basso (traccia 7), chitarra (traccia 7), sintetizzatori (traccia 7), programmazione computerizzata (traccia 7)
- Tony Maserati – missaggio (traccia 3)
- Mirror Boy – testi (traccia 3), musiche (traccia 3), arrangiamenti (traccia 3)
- Moon Hanmiru – testi (traccia 3), musiche (traccia 3), arrangiamenti (traccia 3), controcanto (traccia 3)
- Park Jung-eon – mastering (tracce 1-2, 4-7)
- Park Se-yong – pianoforte (traccia 3), programmazione computerizzata (traccia 3)
- Royal Dive – musiche (traccia 2), arrangiamenti (traccia 2)
- Say – arrangiamenti (traccia 5), pianoforte (traccia 5)
- Secret Weapon – musiche (traccia 4), arrangiamenti (traccia 4), programmazione computerizzata (traccia 4)
- Maxx Song – testi (traccia 1), programmazione computerizzata (traccia 1), chitarra (traccia 1)
- Mayu Wakisaka – testi (traccia 7), musiche (traccia 7), arrangiamenti (traccia 7)

## Successo commerciale
Dopo l'uscita, 7 for 7 si è classificato primo in Corea del Sud sulla Gaon Weekly Album Chart, vendendo 251 340 copie nel mese di ottobre. È arrivato ventesimo sulla Oricon in Giappone e in posizione 194 sulla classifica belga Ultratop. Nella settimana del 28 ottobre 2017 è entrato in seconda posizione sulla Billboard World Album Chart.
È stato l'ottavo disco più venduto in Corea del Sud nel 2017 con 368 589 copie a fine anno.

## Classifiche

### Classifiche settimanali
| Classifica (2017) | Posizione massima |
| ----------------- | ----------------- |
| Belgio (Fiandre)  | 194               |
| Corea del Sud     | 1                 |
| Giappone          | 20                |

### Classifiche di fine anno
| Classifica (2017) | Posizione |
| ----------------- | --------- |
| Corea del Sud     | 8         |